# برونير (ميزوري)
برونير (بالإنجليزية: Bruner)‏ هي إحدى المجتمعات الفردية (غير مصنفة) في ولاية ميزوري في الولايات المتحدة الأمريكية.